# Итен
Итен — город в округе Элгейо-Мараквет (Кения) (до 2013 года — провинция Рифт-Валли). В 2019 году население города составляло 9176 человек. Город расположен в 35 километрах к северо-востоку от крупного экономического и промышленного центра Эльдорет.

## Этимология
Название Итен происходит от названия «Десятый холм» (Hill Ten) и было дано городу первооткрывателем Джозефом Томсоном в 1883 году. Холм находится в 800 м от города по дороге в Кессуп и хорошо виден с городской смотровой площадки.

## География
Итен расположен в западной части Кении на территории Восточно-африканской рифтовой долины, примерно в 150 км к востоку от границы с Угандой и в 130 км к северо-востоку от озера Виктория. Расстояние до столицы Найроби составляет 320 км.

## Инфраструктура
Дорожная инфраструктура Итена не очень развита, большинство местных дорог — грунтовые, покрытые красным песком, и становятся труднопроходимыми в дождливые периоды. Через Итен проходит только одна асфальтированная дорога (С51, Kerio Valley Road), ведущая от Эльдорета в Итен и затем спускается в Тамбач, затем через Национальный Парк «Долина Керио» ведет в Кабарнет.
В центре города расположены здания Городского совета, Администрации округа Эльгейо-Мараквет и окружного суда. В городе функционируют две больницы и школа медсестер, а также две общеобразовательных школы — начальная и средняя школа Святого Патрика.

## Климат
Итен находится примерно на уровне экватора в тропической климатической зоне на высоте 2400 м над уровнем моря. Поэтому смены времен года в городе нет. Различия между временем восхода и заката в течение года также практически отсутствуют. Средняя годовая температура 18,8 °C. В Итене бывает в среднем 110 дождливых дней в году, за которые выпадает 1469 мм осадков. Наименее дождливым месяцем года является декабрь, наиболее дождливый — август.
| Показатель                    | Янв. | Фев. | Март | Апр. | Май  | Июнь | Июль | Авг. | Сен. | Окт. | Нояб. | Дек. |
| ----------------------------- | ---- | ---- | ---- | ---- | ---- | ---- | ---- | ---- | ---- | ---- | ----- | ---- |
| Средний суточный максимум, °C | 25,3 | 26,4 | 26,4 | 25,1 | 23,9 | 22,5 | 21,2 | 21,3 | 22,8 | 23,3 | 23,0  | 23,8 |
| Средняя температура, °C       | 20,0 | 20,7 | 20,8 | 20,0 | 19,1 | 17,6 | 16,5 | 16,5 | 17,8 | 18,7 | 18,4  | 19,0 |
| Средний суточный минимум, °C  | 14,7 | 15,2 | 15,7 | 15,5 | 15,0 | 13,6 | 12,7 | 12,6 | 13,4 | 14,7 | 14,2  | 14,3 |
| Норма осадков, мм             | 44   | 45   | 58   | 96   | 125  | 203  | 261  | 307  | 160  | 77   | 55    | 38   |
| Источник:                     |      |      |      |      |      |      |      |      |      |      |       |      |

## Лёгкая атлетика
Итен известен любителям бега во всем мире как родина многих знаменитых бегунов на средние и длинные дистанции. Многие известные атлеты из Кении и из-за её пределов переезжали в Итен, чтобы жить и тренироваться.
Девиз города: «Дом чемпионов».
В городской средней школе Святого Патрика учились многие известные бегуны, среди которых олимпийский чемпион 1988 года в беге на 1500 метров Питер Роно, чемпион мира 1997 года в беге на 3000 метров с препятствиями Уилсон Бойт Кипкетер, победитель Бостонского (трижды) и Нью-Йоркского марафонов Ибрахим Хуссейн, олимпийский чемпион 2012 года в беге на 800 метров Дэвид Рудиша, олимпийский чемпион 1992 года в беге на 3000 метров с препятствиями Мэттью Бирир.
Все эти спортсмены тренировались у ирландского проповедника и популяризатора бега Колма О'Коннелла, прибывшего в Итен с миссионерской миссией в 1976 году на три месяца и оставшегося в городе на всю жизнь.
В 2019 году президент IAAF Себастьян Коу наградил Итен памятным знаком за выдающееся влияние на развитие легкой атлетики во всем мире.

## Личности
Спортсмены, родившиеся или значительную часть своей жизни проводящие в Итене:
- Пол Челимо — серебряный медалист олимпийских игр в беге на 5000 метров, родился в Итене, живёт в США.
- Мэри Джепкосгеи Кейтани — экс-рекордсменка мира в марафоне, семикратная победительница мейджоров, живёт в Итене.
- Эдна Киплагат — двукратная чемпионка мира в марафоне, живёт в Итене, работает полицейским.
- Флоренс Киплагат — экс-рекордсменка мира в полумарафоне, живёт в Итене.
- Лорна Киплагат — рекордсменка мира в беге на 5 километров по шоссе, живёт в Нидерландах, Найроби и Итене.
- Дэвид Рудиша — рекордсмен мира в беге на 800 метров, живёт в Эльдорете, тренировался в Итене.
- Асбель Кипроп — олимпийский чемпион и трехкратный чемпион мира, живёт в Эльдорете, тренировался в Итене.
- Уилсон Кипсанг — экс-рекордсмен мира в марафоне, живёт и тренируется в Итене.
- Салли Барсосио — чемпионка мира в беге на 10000 метров, тренировалась в Итене.
- Саиф Саид Шахин — мировой рекордсмен и двукратный чемпион мира в беге на 3000 метров с препятствиями, тренировался в Итене, живёт в Эльдорете.
- Жюльен Вандер — рекордсмен Европы в беге на 10 км и в полумарафоне, большую часть года живёт и тренируется в Итене.
- Сондре Нордстад Моэн — рекордсмен Европы в марафоне, большую часть года живёт и тренируется в Итене.

## Галерея

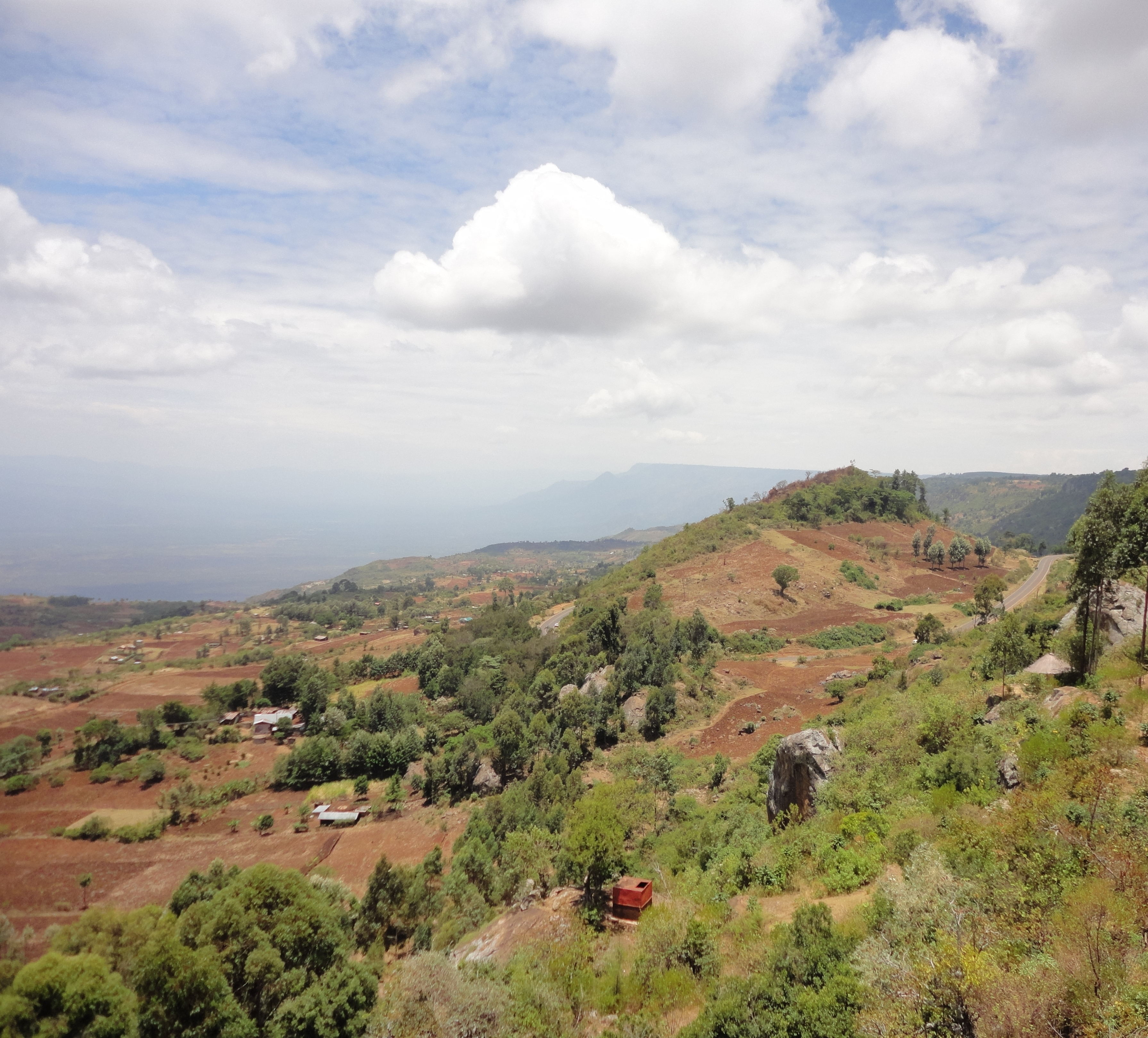
Вид на «Десятый холм»
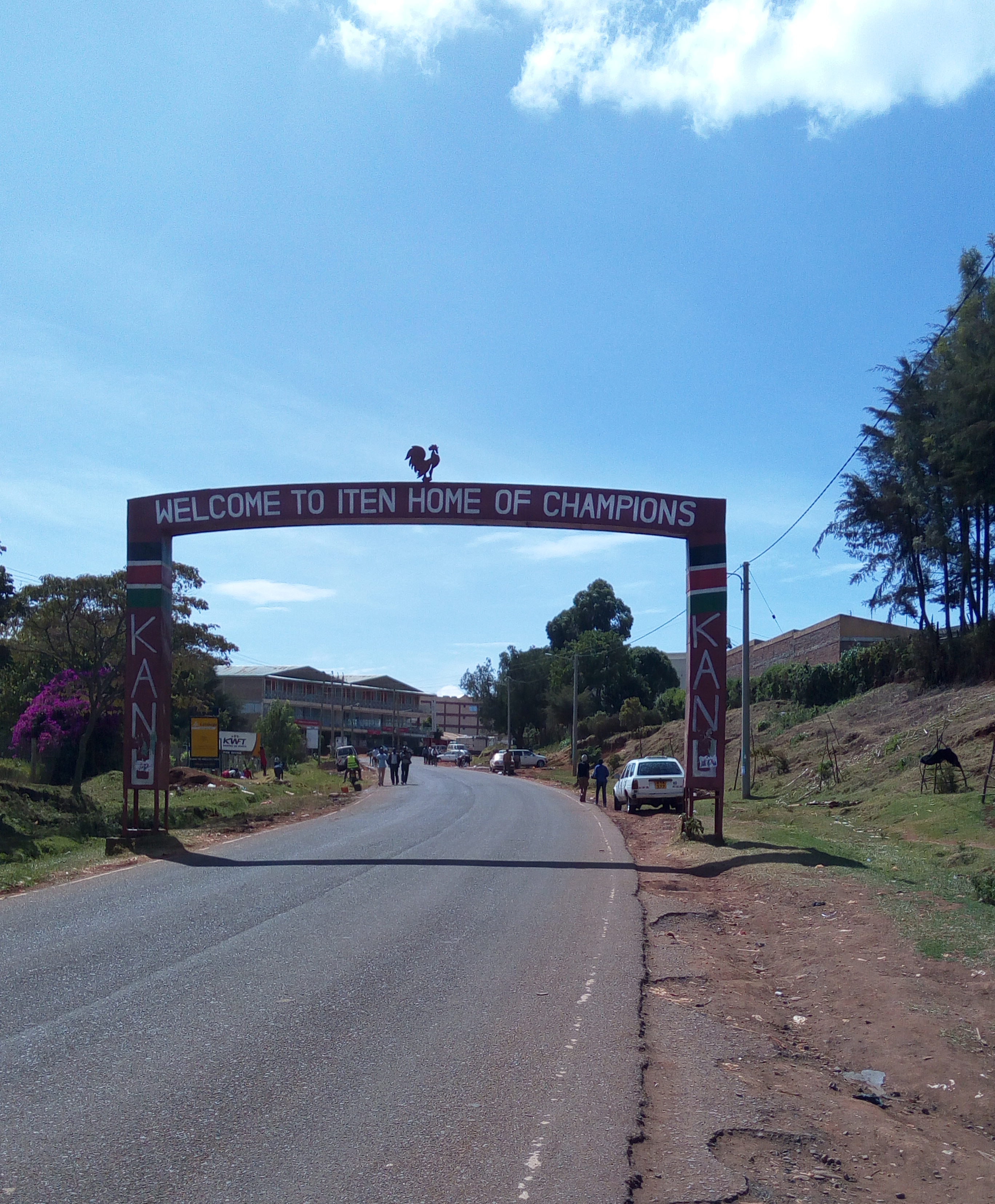
Арка на въезде в Итен
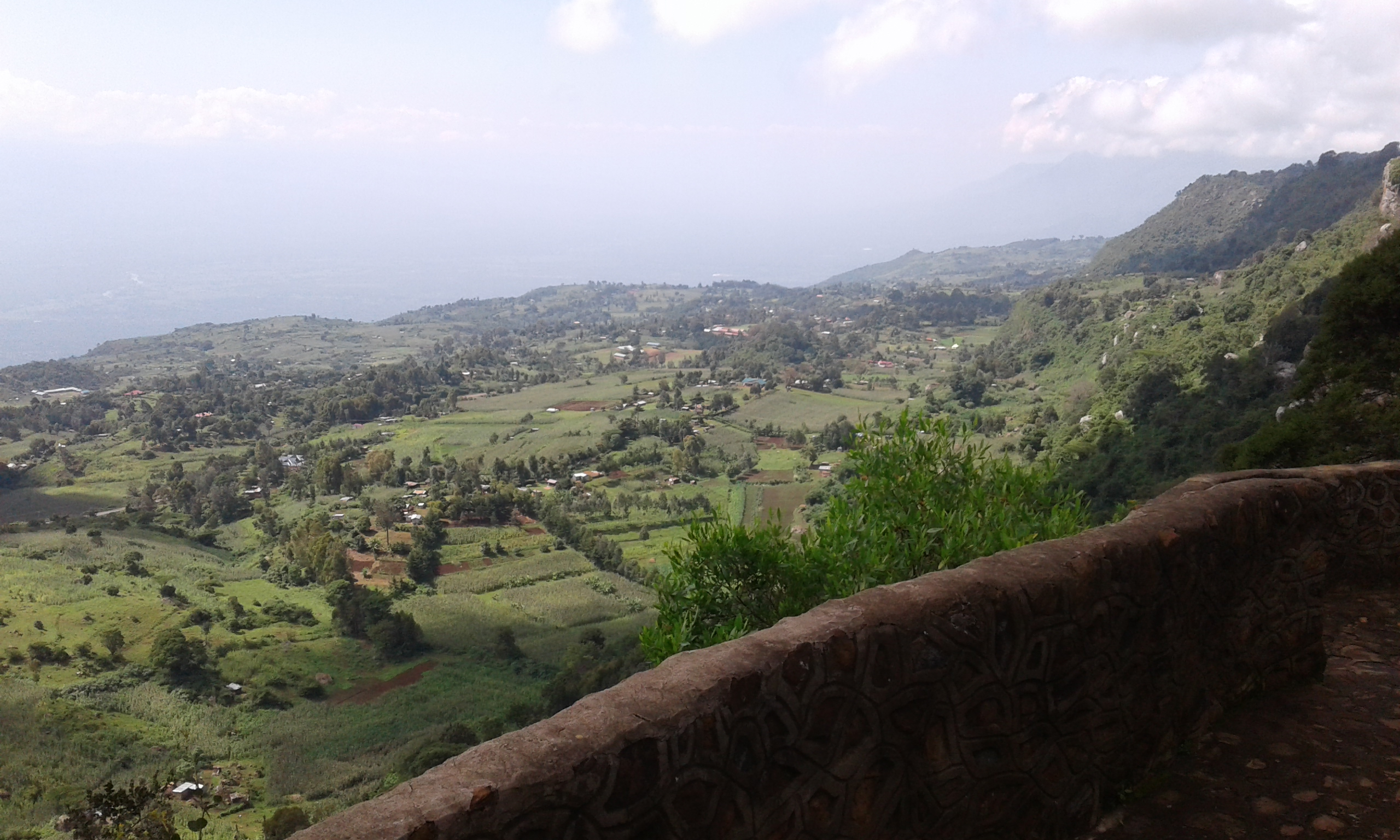
Вид с городской смотровой площадки на долину Керио
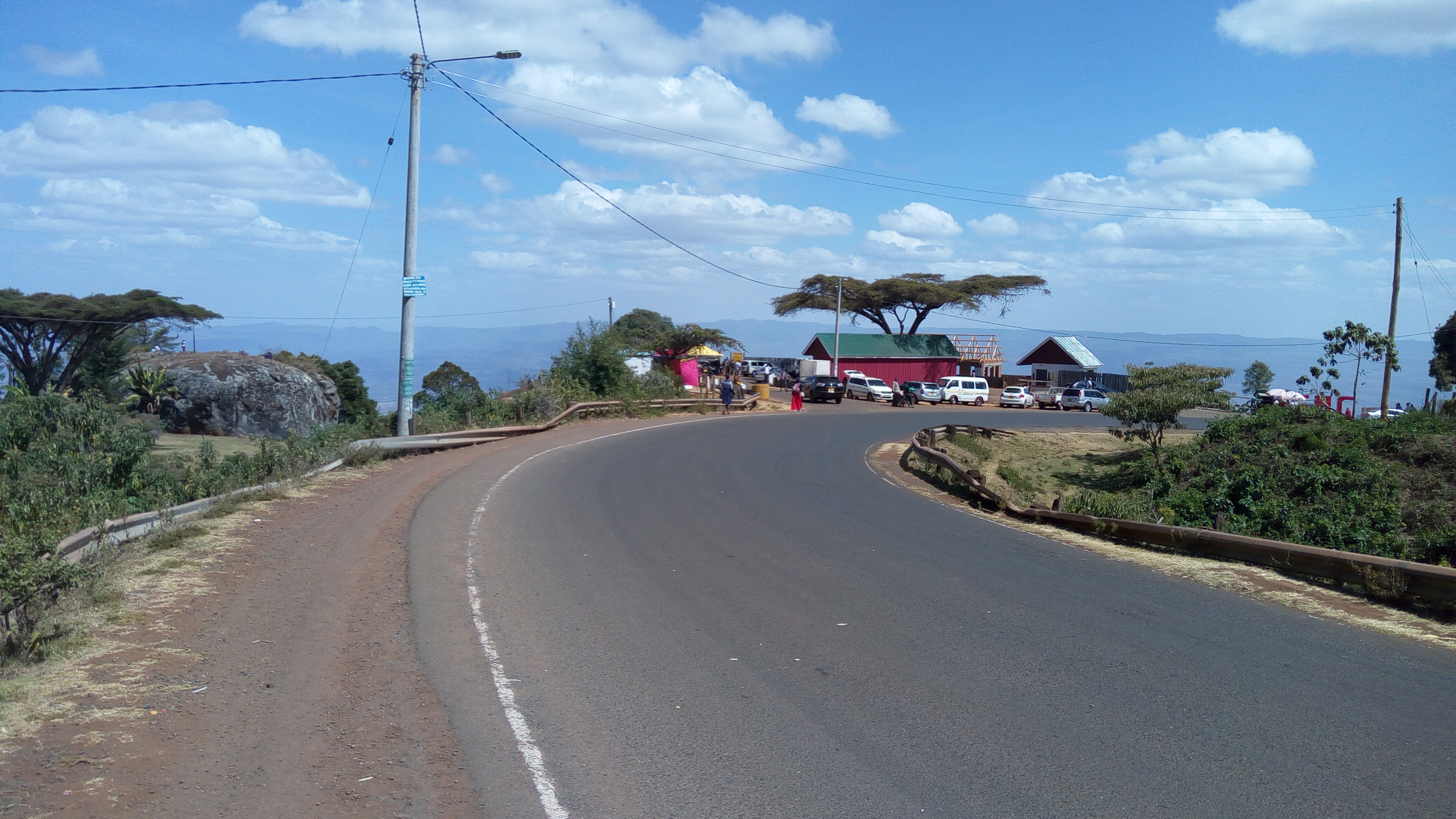
Смотровая площадка Итена
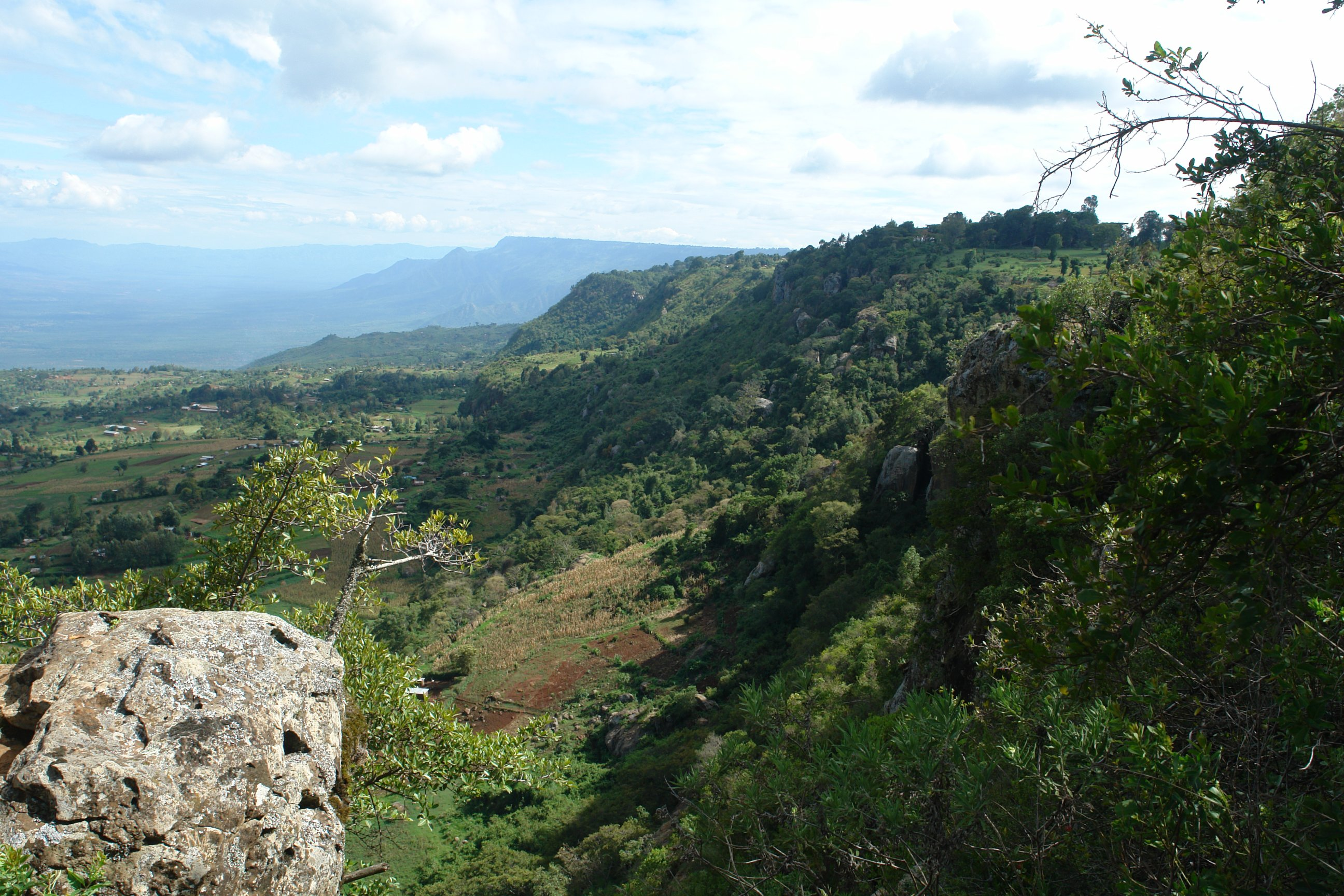
Окрестности
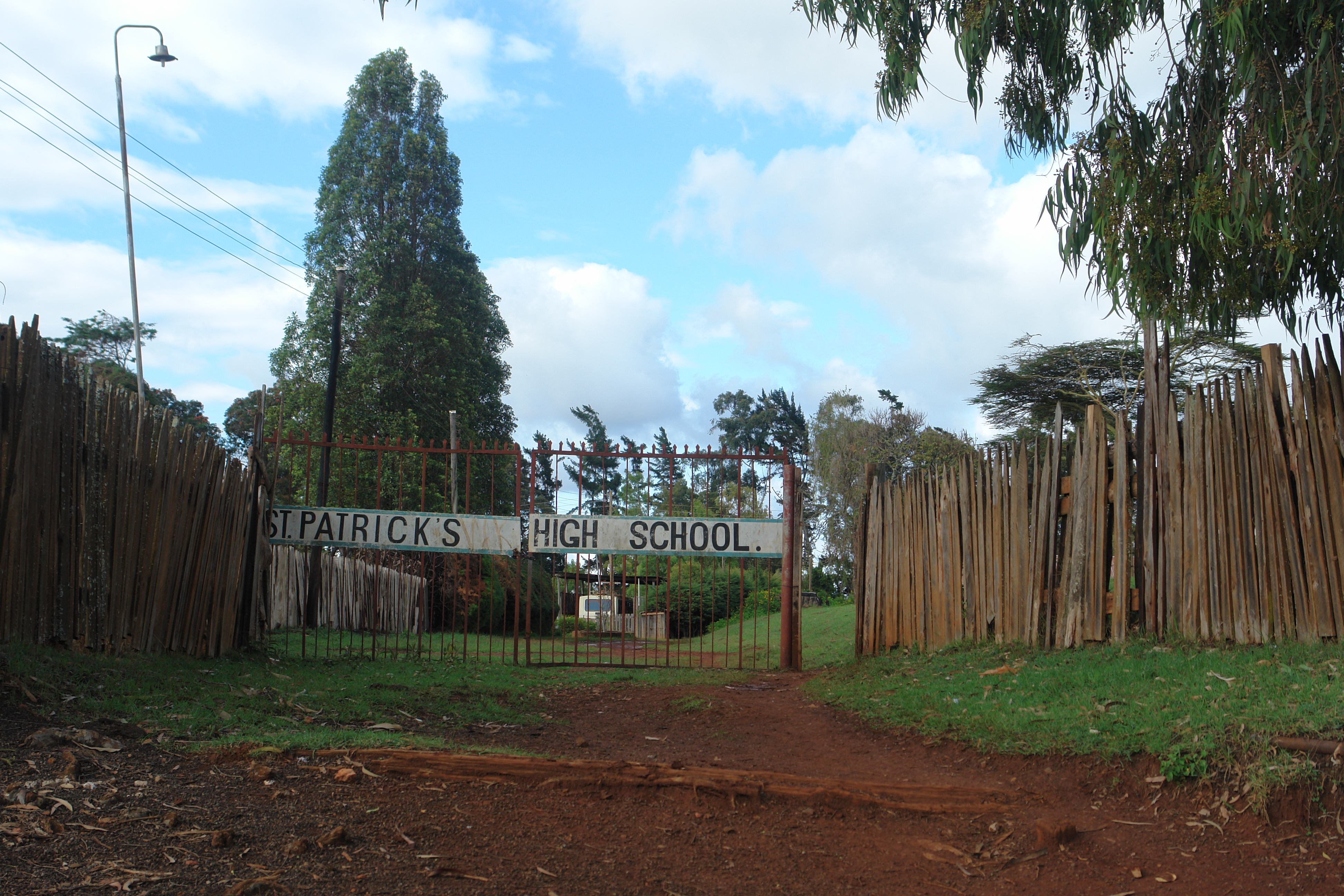
Вход в школу Святого Патрика
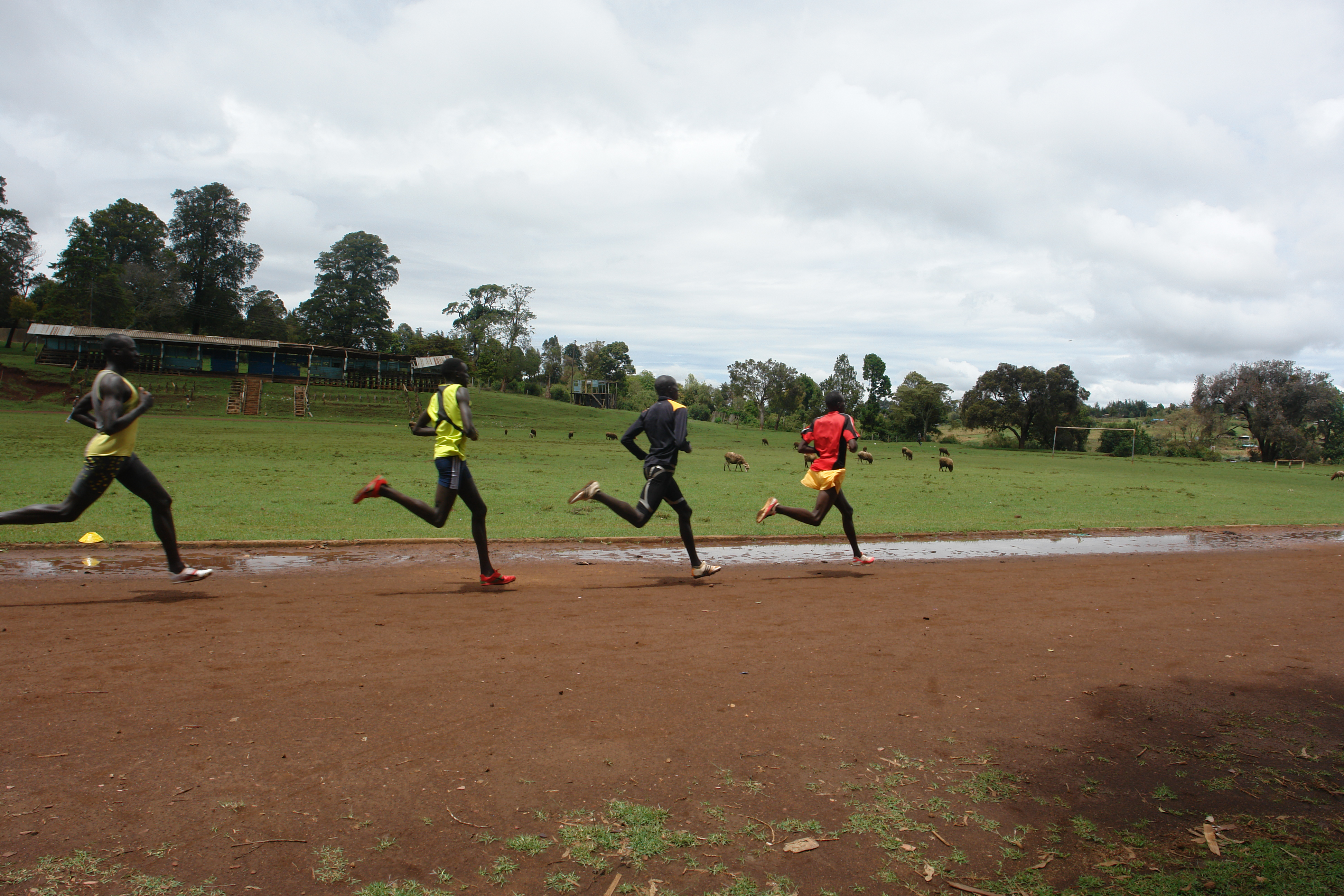
Городской стадион Итена
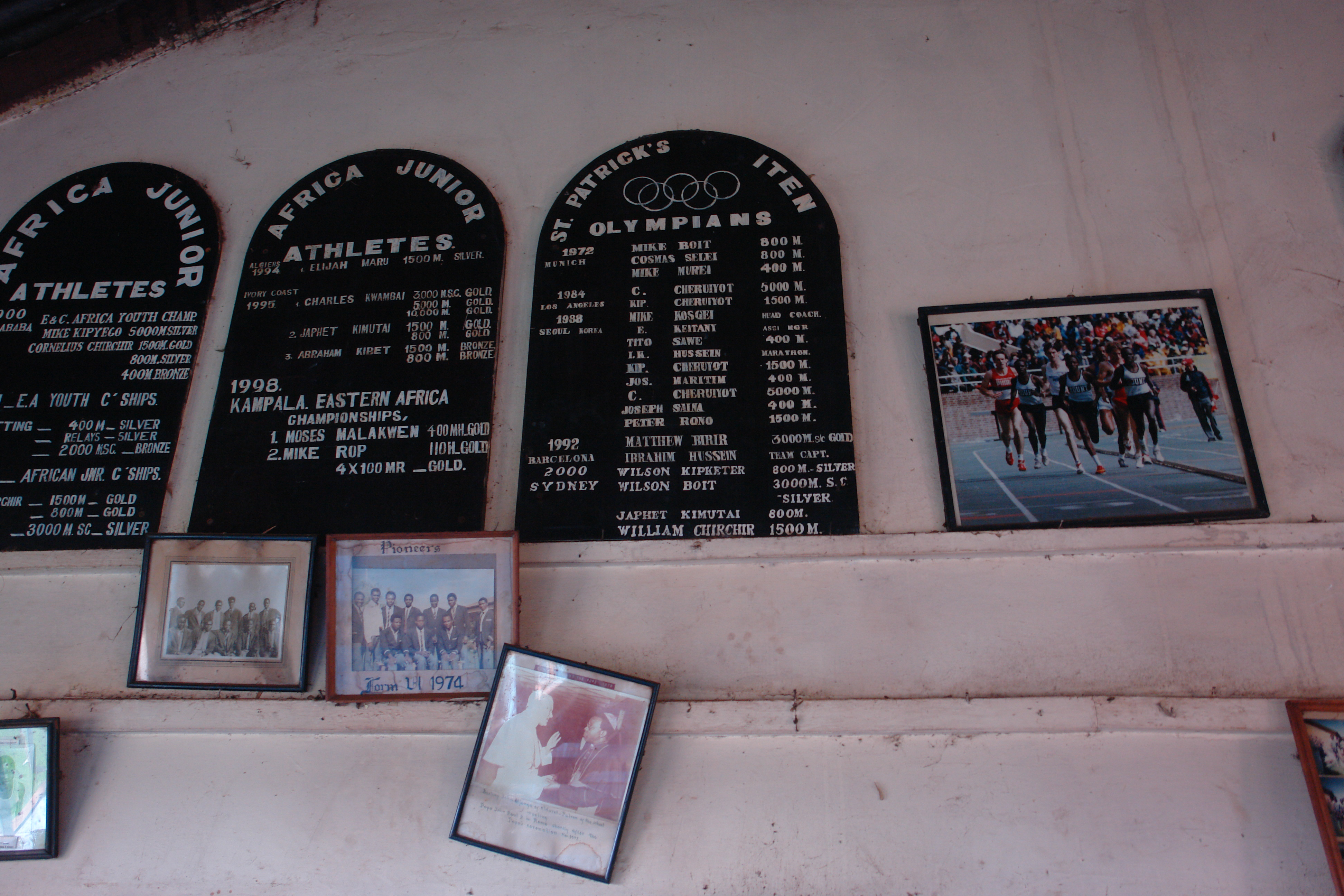
Стена почета спортсменов школы Святого Патрика
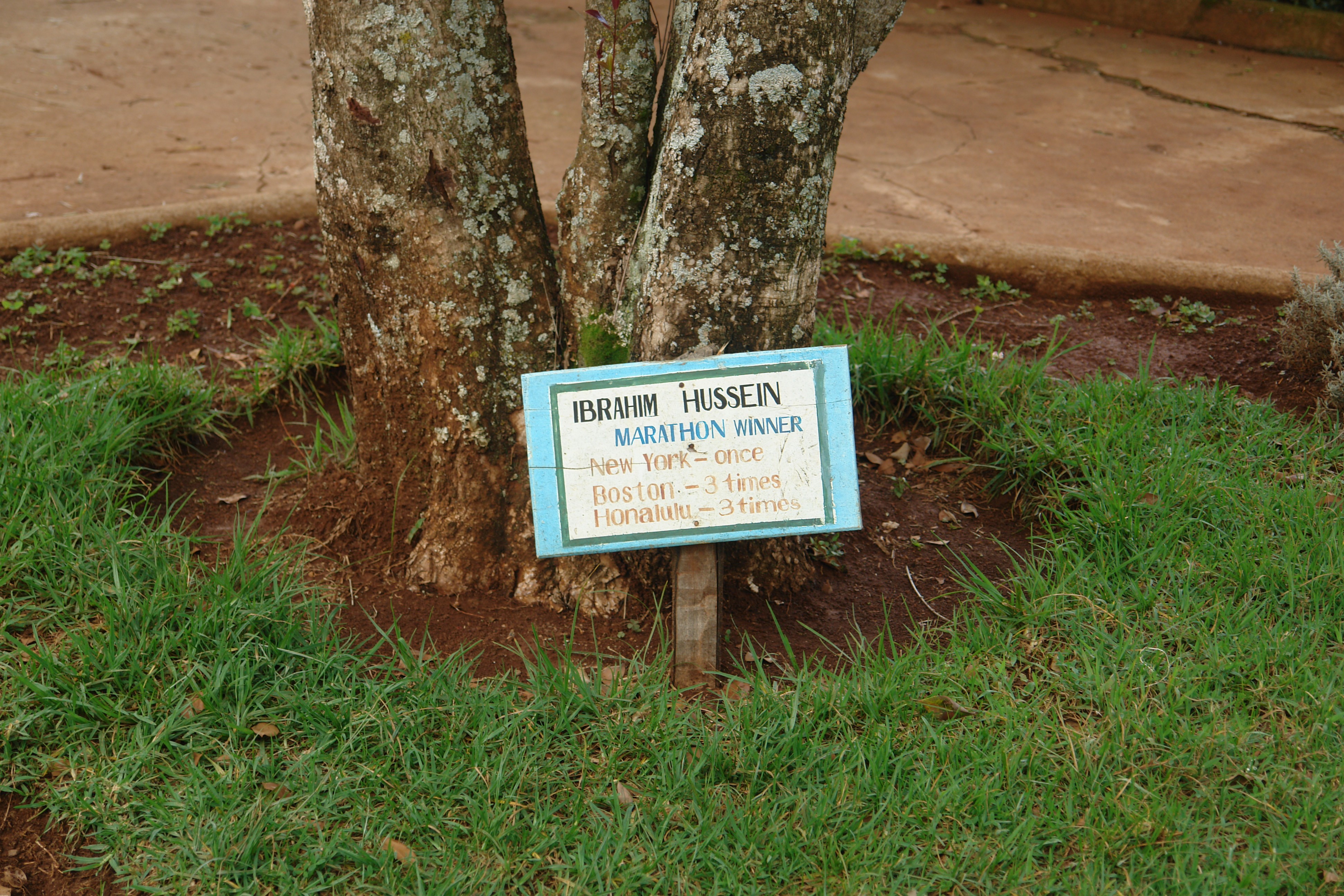
Дерево в честь бывшего ученика школы Святого Патрика